# Édouard Jaguer
Édouard Jaguer (* 8. August 1924 in Paris; † 9. Mai 2006 ebenda) war ein französischer Schriftsteller, Zeichner und Kunstkritiker.

## Leben und Wirken
Nach eigenem Bekunden entdeckte Jaguer für sich den Surrealismus bereits mit 13 (oder 14) Jahren, als er sich in Abstrakter Kunst versuchte. Seine erste literarischen Versuche datieren in das Jahr 1939 und vier Jahre später konnte er als Schriftsteller debütieren, als in der Zeitschrift La main à plume seine ersten Gedichte veröffentlicht wurden.
In den letzten Kriegsjahren machte Jaguer u. a. die Bekanntschaft mit dem Schriftsteller Yves Bonnefoy und versuchte kurz nach der Befreiung von Paris mit ihm zusammenzuarbeiten. Nach der Befreiung kam es dann in der Redaktion der Zeitschrift La révolution la nuit (Paris) zur Zusammenarbeit, ebenso wie mit Christian Dotremont bei der Zeitschrift Deux Sœurs (Brüssel).
Als sich 1948 die Künstlervereinigung CoBrA konstituierte, berief man Jaguer zum Leiter der gleichzeitig gegründeten gleichnamigen Zeitschrift. 1951 trat er von diesem Amt zurück. 1949 gehörte er zusammen mit Max Clara-Serou und Jaroslaw Serpan zu den Gründern der Zeitschrift Rixes.
Durch die Bekanntschaft von André Breton macht Jaguer Ende der fünfziger Jahre die Bekanntschaft mit Robert Benayoun. Gleich diesem lehnte er die Kolonialpolitik Frankreichs ab und unterzeichnete im September 1960 das Manifest der 121.
Am 9. Mai 2006 starb Édouard Jaguer in Paris und fand auf dem Friedhof Père-Lachaise (Division 22) seine letzte Ruhestätte.

## Werke (Auswahl)

### Als Autor
Belletristik
- La poutre creuse. 1950.
- La nuit est faite poir ouvrire les portes. 1955.
- Le mur derrière le mur. 1958.
- L'excès dans la mesure. 1995.

Biographisches
- Enrico Baj. Schettini, Mailand 1956.
- Joseph Cornell. Filipacchi, Paris 1989.
- Jules Perahim. Édition Non Lieu, Paris 1978.
- Concetto Pozzati. Edizioni Alfa, Bologna 1966.

### Als Illustrator
- Gilles Petitclerc: Les escargots des grands boulevards descendent à l'hôtel. Éditions Syllepse, Paris 2004, ISBN 2-8495-0033-X.

### In Deutsch
- Édouard Jaguer: Surrealistische Photographie : zwischen Traum und Wirklichkeit. DuMont, Köln 1984, ISBN 3-7701-1548-1.